# Nora Kronig Romero
Nora Kronig Romero (* 23. Juni 1980 in Genf) ist eine Schweizer Diplomatin.

## Leben
Nora Kronig Romero ist in Genf aufgewachsen, hat aber familiäre Verbindungen ins Oberwallis und spricht die dortige Mundart. Sie studierte an der Universität St. Gallen und schloss 2005 mit einem Master in Wirtschaftswissenschaften ab (lic. oec.; Spezialisierung in Entwicklungsökonomie). Anschliessend absolvierte sie die Diplomatenausbildung beim Eidgenössischen Departement für auswärtige Angelegenheiten und schloss diese 2007 ab.
Nora Kronig Romero ist verheiratet und lebt in Bern.

## Laufbahn
Nach dem diplomatischen Stage in Mexiko begann Kronig Romero ihre diplomatische Karriere 2006 als stellvertretende regionale Koordinatorin für die bilateralen Beziehungen mit Süd- und Zentralamerika. Ab 2010 war sie diplomatische Mitarbeiterin im Stab des Staatssekretärs für auswärtige Angelegenheiten Peter Maurer. 2012 wurde sie Stabschefin von Staatssekretär Yves Rossier und 2016 Stellvertretende Leiterin der Abteilung Multilaterales der Ständigen Vertretung der Schweiz bei dem Büro der Vereinten Nationen und den anderen internationalen Organisationen in Genf (u. a. WHO, UNAIDS, Globaler Fonds, IAO, WIPO, ITU, CERN, WMO). Sie war dabei die Co-Vorsitzende der Arbeitsgruppe Gebäude der Genfer Gruppe, als spezielle Unterstützung für die Renovierungsstrategie für das WHO-Hauptbüro. Die Genfer Gruppe umfasst die wichtigsten Beitragszahler im Haushalt des Systems der Vereinten Nationen.
Auf den 1. Oktober 2017 ernannte der Bundesrat Kronig Romero zur Vizedirektorin sowie zur neuen Leiterin der Abteilung Internationales des Bundesamtes für Gesundheit (BAG) und verlieh ihr den Botschaftertitel. Sie nahm damit auch Einsitz in der Geschäftsleitung des BAG. Sie war in dieser Position Botschafterin für die globale Gesundheitspolitik, Co-Vorsitzende der Interdepartementalen Arbeitsgruppe Geistiges Eigentum, Innovation, Handel und Gesundheit sowie Mitglied des Strategischen Ausschusses der schweizerischen Gesundheitsaussenpolitik.
Sie war seither Delegationsleiterin im Exekutivrat und beim WHO-Regionalkomitee für Europa und war Delegationsleiterin auf verschiedenen Ministerkonferenzen im Gesundheitsbereich (u. a. Konferenz von Moskau über Tuberkulose, Konferenz von Tallinn über Gesundheitssysteme für Wohlstand und Solidarität, Konferenz von Astana über primäre Gesundheitsversorgung) sowie Verhandlungsführerin bei dem bilateralen Gesundheitsabkommen zwischen der Schweiz und der Europäischen Union.
Ab 2018 war sie Mitglied der Schweizer Delegation bei der Weltgesundheitsversammlung. Sie war dabei Delegationsleiterin auf der Tagung der Vereinten Nationen auf hoher Ebene zur Beendigung der Tuberkulose, Mitglied der Delegation auf der Tagung der Vereinten Nationen auf hoher Ebene zur Bekämpfung nichtübertragbarer Krankheiten und Delegationsleiterin auf der 61. Tagung der Suchtstoffkommission der Vereinten Nationen.
Für die Periode 2019–2022 vertrat Nora Kronig Romero die Schweiz im Ständigen Ausschuss des WHO-Regionalkomitees für Europa.
Während der COVID-19-Pandemie führte sie die Arbeitsgruppe, die sicherstellen sollte, dass die Schweiz mit einem Impfstoff versorgt wird.
Per 1. Mai 2024 wechselte Kronig Romero zum Schweizerischen Roten Kreuz (SRK), dort leitet sie als Direktorin die Geschäftsstelle SRK.